# Nederländska Nya Guinea

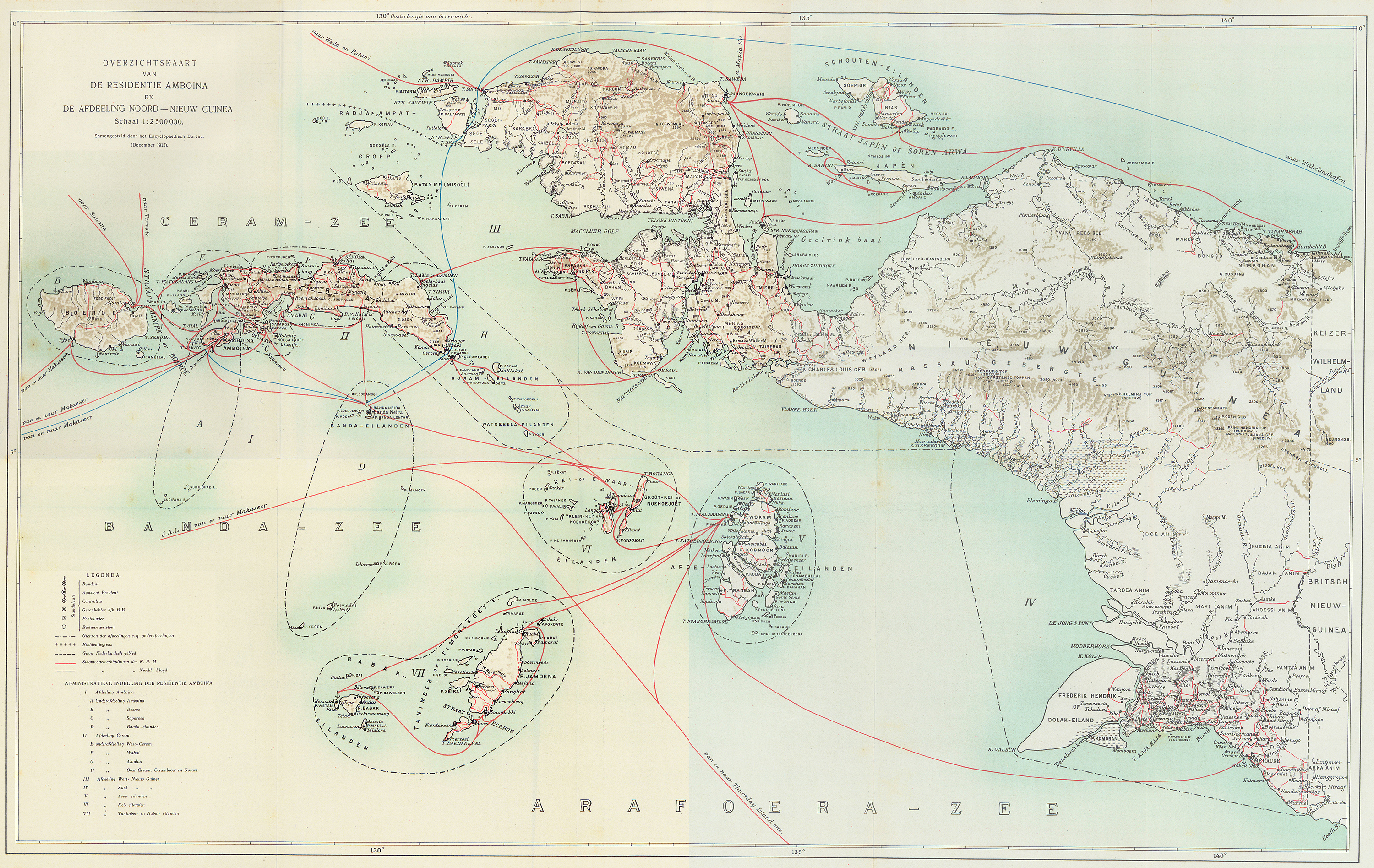
Ångbåtsförbindelser i området 1915.

Nederländska Nya Guinea (nederländska: Nederlands Nieuw-Guinea)  refererar till Västpapuaregionen då den var en nederländsk besittning åren 1949-1962. Fram till 1949 var den en del av Nederländska Indien. Den blev senare Indonesiens två östligaste provinser, Papua och Papua Barat (administererade som en enda enhet fram till 2003 under namnet Irian Jaya).
Nederländerna behöll Nya Guinea då Indonesien blev självständigt 1949. Nederländarnas argument ändrades med åren. Dels ville Nederländerna använda Nya Guinea för nederländskt inflytande i regionen. Dessutom ville man utveckla Nya Guinea och utmärka sig som en ansvarstagande kolonialmakt.
Indonesien gjorde anspråk på Nya Guinea och förklarade det som sitt territorium. Tvisten om Nya Guinea var en viktig faktor i relationsproblemen mellan Indonesien och Nederländerna vid denna tid. 1962, efter påtryckningar från internationella samfundet samt hot om väpnad konflikt med Indonesien, lämnade Nederländerna området och en serie händelser ledde 1969 till att Nya Guinea annekterades av Indonesien.